# Île Jean-Rostand
L'île Jean-Rostand est une île rocheuse de l'archipel de Pointe-Géologie (terre Adélie), situé en mer Dumont-d'Urville (océan Austral) au large du continent antarctique.

## Description
L'île Jean-Rostand est située dans la partie centrale de l'archipel de Pointe-Géologie, au sud-est de l'île des Pétrels dont elle est séparée par le chenal Pedersen, large de 150 m. L'île, qui a la forme d'un losange de 300 m de côté, atteint 36 m d'altitude au Signal. Elle avoisine l'île Alexis-Carrel, située à 50 m au sud-ouest de l'autre côté du passage des Martyrs. Ces deux îles ont une superficie d'environ 0,08 km2, ce qui en fait les plus grandes îles de l'archipel après l'île des Pétrels et l'île du Gouverneur.
La côte nord-ouest de l'île est caractérisée par un rocher de 26 m de haut, dénommé « la Tour de Pise » en raison de son flanc sud-est abrupt tandis que son flanc nord-ouest est beaucoup moins raide.

## Histoire
Cartographiée en 1951 par la 4e expédition antarctique française en terre Adélie, elle porte le nom du biologiste et académicien français Jean Rostand (1894-1977).
Lors de l'hivernage de 1952 à la base de Pointe-Géologie, un abri sommaire a été construit à la pointe sud de l'île par Jean Prévost, ornithologue de l'expédition, pour pouvoir observer plus commodément la rookerie de manchots empereurs située à 50 m en contrebas,. Un refuge plus moderne a été construit par la suite dans le même secteur.
Le cap des Dan, situé à la pointe nord de l'île près de la Tour de Pise, porte ce nom en raison de l'amarrage habituellement utilisé dans les années 1960 à 1970 par les navires de ravitaillement danois Magga Dan et Thala Dan. Le bateau se mettait en travers du chenal Pedersen en utilisant cinq points d'amarrage scellés en 1962 dans le rocher du cap des Dan, ce qui l'empêchait de culer,. Trois autres points d'amarrage situés dans le sud de l'île des Pétrels complétaient le dispositif.

## Faune et protection de l'environnement
Outre des rookeries de manchots Adélie établies préférentiellement dans l'ouest de l'île (plus de 5 000 couples), on compte des colonies de pétrels des neiges et de damiers du Cap (une cinquantaine de couples chacun). Les pétrels géants, qui ont donné leur nom à l'île des Pétrels, ont disparu de cette île à la fin du XXe siècle, et leur seule aire de nidation (une vingtaine de couples) se trouve dans le sud-est de l'île Jean-Rostand.
Depuis 1995, une « zone spécialement protégée de l'Antarctique » (ZSPA-120) est officiellement reconnue pour six territoires de l'archipel de Pointe-Géologie (îles Alexis-Carrel, Jean-Rostand, Lamarck et Claude-Bernard, nunatak du Bon-Docteur, et rookerie de manchots empereurs sur la glace de mer de la baie des Empereurs). À ce titre, l'accès à l'île Jean-Rostand est réglementé.

### Webographie
- Ressources relatives à la géographie :   - Antarctic Names
  - Composite Gazetteer of Antarctica